# 33-XX
Classificazione delle ricerche matematiche: sezioni di livello 1

00-XX 01 03 05 06 08 | 11 12 13 14 15 16 17 18 19 20 22 | 26 28 30 31 32 33 34 35 37 39 40 41 42 43 44 45 46 47 49 | 
 51 52 53 54 55 57 58 | 60 62 65 68 | 70 74 76 78 | 80 81 82 83 85 86 | 90 91 92 93 94 97-XX
33-XX è la sigla della categoria dello schema di classificazione MSC dedicata
alle funzioni speciali.
La pagina attuale presenta la struttura ad albero delle sue sottosezioni secondarie e terziarie.

## 33-XX
funzioni speciali
{tratta le proprietà delle funzioni in quanto tali} {per le funzioni ortogonali, vedi 42Cxx; per aspetti di combinatorica, vedi 05Axx; per aspetti di teoria dei numeri, vedi 11-XX; per aspetti di teoria delle rappresentazioni, vedi 22Exx}
- 33-00 opere di riferimento generale (manuali, dizionari, bibliografie ecc.)
- 33-01 esposizione didattica (libri di testo, articoli tutoriali ecc.)
- 33-02 presentazione di ricerche (monografie, articoli di rassegna)
- 33-03 opere storiche {!va assegnato almeno un altro numero di classificazione della sezione 01-XX}
- 33-04 calcolo automatico esplicito e programmi (non teoria della computazione o della programmazione)
- 33-06 atti, conferenze, collezioni ecc.

## 33Bxx
funzioni classiche elementari
- 33B10 funzione esponenziale e funzioni trigonometriche
- 33B15 funzione gamma, funzione beta e funzione poligamma
- 33B20 funzione beta incompleta e funzione gamma (funzioni degli errori, integrale di probabilità, integrali di Fresnel)
- 33B30 funzioni logaritmiche superiori
- 33B99 argomenti diversi dai precedenti, ma in questa sezione

## 33Cxx
funzioni ipergeometriche
- 33C05 funzioni ipergeometriche classiche, 2F1
- 33C10 funzioni di Bessel e funzioni di Airy, funzioni cilindriche, 0F1
- 33C15 funzioni ipergeometriche confluenti, funzioni di Whittaker, 1F1
- 33C20 serie ipergeometriche generalizzate, pFq
- 33C45 polinomi ortogonali e funzioni di tipo ipergeometrico ortogonali (di Jacobi, di Laguerre, di Hermite, dello schema di Askey ecc.) {per polinomi e funzioni ortogonali generali, vedi 42C05}
- 33C47 altri polinomi ortogonali speciali ed altre funzioni speciali
- 33C50 polinomi e funzioni ortogonali in più variabili esprimibili in termini di funzioni speciali in una variabile
- 33C52 polinomi ortogonali e funzioni associate a sistemi di radici
- 33C55 funzioni sferiche
- 33C60 integrali ipergeometrici e funzioni definite da questi (funzioni E, G e H)
- 33C65 funzioni di Appell, funzioni di Horn e funzioni di Lauricella
- 33C67 funzioni ipergeometriche associate a sistemi di radici
- 33C70 altre funzioni ipergeometriche ed altri integrali ipergeometrici in più variabili
- 33C75 integrali ellittici considerati come funzioni ipergeometriche
- 33C80 connessioni con gruppi, algebre ed argomenti collegati
- 33C90 applicazioni
- 33C99 argomenti diversi dai precedenti, ma in questa sezione

## 33Dxx
funzioni ipergeometriche di base
- 33D05 funzioni q-gamma, funzioni q-beta ed integrali
- 33D15 funzioni ipergeometriche di base in una variabile, rφs
- 33D45 polinomi e funzioni ortogonali di base (polinomi di Askey-Wilson ecc.)
- 33D50 polinomi ortogonali e funzioni in più variabili esprimibili in termini di funzioni ipergeometriche basiche? in una variabile
- 33D52 polinomi ortogonali basici e funzioni associate a sistemi di radici (polinomi di MacDonald ecc.)
- 33D60 integrali ipergeometrici di base e funzioni definite da questi
- 33D65 funzioni bibasiche e basi multiple
- 33D67 funzioni ipergeometriche basiche associate a sistemi di radici
- 33D70 altre funzioni ipergeometriche ed integrali di base in più variabili
- 33D80 connessioni con i gruppi quantistici, i gruppi di Chevalley, i gruppi p-adici, le algebre di Hecke e con argomenti collegati
- 33D90 applicazioni
- 33D99 argomenti diversi dai precedenti, ma in questa sezione
- 33Exx altre funzioni speciali
- 33E05 funzioni ellittiche ed integrali ellittici
- 33E10 funzioni di Lamé, funzioni di Mathieu e funzioni d'onda sferoidali
- 33E12 funzioni di Mittag-Leffler e generalizzazioni
- 33E15 altre funzioni d'onda
- 33E17 funzioni di tipo Painlevé
- 33E20 altre funzioni definite mediante serie ed integrali
- 33E30 altre funzioni provenienti da equazioni differenziali, equazioni alle differenze ed equazioni integrali
- 33E50 funzioni speciali in caratteristica p (funzioni gamma ecc.)
- 33E99 argomenti diversi dai precedenti, ma in questa sezione

## 33Fxx
aspetti computazionali
- 33F05 approssimazione numerica [vedi anche 65D20]
- 33F10 calcolo simbolico (algoritmi di Gosper, Zeilberger ecc.) [vedi anche 68W30]
- 33F99 argomenti diversi dai precedenti, ma in questa sezione